# جانوران ۲ (فیلم)
جانوران ۲ (انگلیسی: Critters 2: The Main Course) فیلمی در ژانر ترسناک، علمی–تخیلی، ماجراجویی، و کمدی به کارگردانی میک گریس است که در سال ۱۹۸۸ به نمایش درآمد.

## خلاصه داستان
تخم گوشتخواران کوچک و وحشتناک فضایی در زمین رها شده و شروع به شکار مردم در شهر همسایه می‌کند…

## بازیگران
- ترنس مان
- اسکات گریمز
- بری کوربین
- ادی دیزن
- هرتا ور
- لین شی
- سم اندرسون
- فرانک اِلیس